# Dolmen de Brangolí
El Dolmen de Brangolí, o Sepulcre de la Cova del Camp de la Marrunya, o Dolmen de les Marrunyes, o de Cal Cavaller és un dolmen del terme comunal d'Enveig, de l'Alta Cerdanya, a la Catalunya del Nord.
Està situat a 1.649,9 m alt a mitja distància entre els pobles de Brangolí i de Feners, a ponent del primer i al sud-est de Feners, al nord de la partida de les Marrunyes.
Hom l'ha datat, imprecisament, al segon mil·lenni abans de la nostra era.

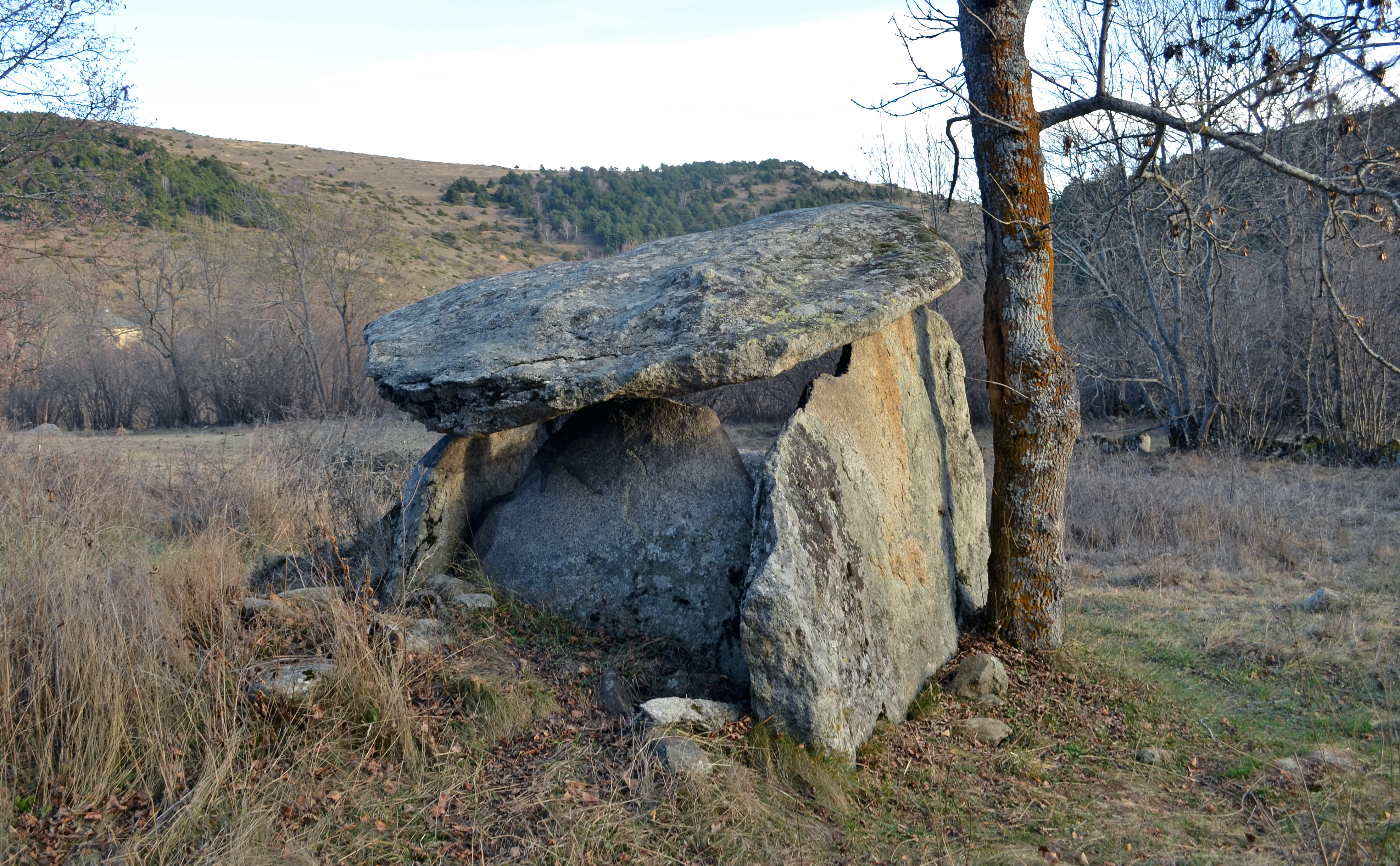
Una altra vista del dolmen

Té la forma d'un dolmen clàssic i se'l considera un dels més bells i espectaculars (per les seves dimensions, que permeten d'estar-hi dempeus al dedins) de la Catalunya del Nord. El monument fa 2,80 m de llarg per 1,62 d'amplada i 1,85 m d'alt, i es compon d'una gran llosa horitzontal de 2,30 x 2,70 x 0,50 m. sostinguda per tres de verticals, que formen una cambra que es tanca amb una "porta" feta de dues lloses verticals més, de dimensions inferiors a les altres. La llosa que fa de sostre té marcades una quarantena de petites concavitats, similars a les que mostra la propera roca de les Empardines; això ha fet concloure que els dos monuments podrien tenir un origen comú, entre el 2000 i el 1700 abans de la nostra era.
Alguns corrents de pensament han defensat la teoria que el dolmen és en un punt de coincidència de forces tel·lúriques i han donat rellevància a una petita pedra de granit rosa, d'uns 10 cm de llarg, que hi ha entre les dues pedres de l'entrada, de granit gris. Joan Abelanet hi va fer prospeccions entre el 1950 i el 1955, i hi va trobar restes -molt fragmentades- d'enterraments. Va ser declarat monument històric de França el 1976.